# Попов Олексій Миколайович
Олексі́й Микола́йович Попо́в (нар. 6 березня 1980, Запоріжжя, Українська РСР, СРСР) — колишній український футболіст і футзаліст, воротар, старший тренер російського клубу «Норільський нікель».

## Біографія

### Дитинство
Олексій Попов народився у народився у спортивній сім'ї. Мама на той момент була членом збірної СРСР з легкої атлетики, а батько був членом збірної СРСР з важкої атлетики. Обоє — майстри спорту СРСР. Старший брат Андрій теж займався футболом.
Майбутній воротар ще в дитячому садку зібрав свою першу команду з футболу. Старший брат Попова займався футболом, і, побувавши у нього на тренуваннях, молодший брат також почав займатися цією грою. Майбутній воротар починав як польовий гравець, діяв в обороні, але в певний момент у його команди виникла проблема з воротарем і він вирішив себе спробувати в цьому амплуа.

### Футбольна кар'єра
Вихованець запорізької СДЮШОР «Металург». Перший тренер — Микола Скрильник. Надалі покращував майстерність під керівництвом Равіля Шаріпова і Євгена Булгакова. 1995 року виграв два юнацьких чемпіонати України (для гравців 1980 і 1978 рр. н.).
Півроку пробув в основній команді під керівництвом Олександра Томаха. У сезоні 1996/97 молодий воротар потрапив у заявку на два останні матчі з київським «Динамо» (15.06.1997) і запорізьким «Торпедо» (23.06.1997). На початку наступного сезону опинився в заявці на гру з тернопільською «Нивою» (09.08.1997).
Після цього один з партнерів президента і спонсорів «Металургу» організував свій футзальний клуб, куди перейшло четверо молодих гравців «Металурга», включаючи Попова.

### Футзальна кар'єра
У «Віннер Форд-Університет» воротар провів два сезони, після чого команду розформували і перед стартом сезону 1999/2000 Попов перейшов у «Запоріжкокс».
Після двох сезонів у складі запорізького клубу, воротар отримав пропозицію від київського «ІнтерКрАЗа», але її перебив донецький «Шахтар», до якого він і приєднався, підписавши контракт на 2 роки. У складі «гірників» Попов виступав впродовж 2001—2005 рр., і за цей час по три рази вигравав чемпіонат і кубка України. 7 жовтня 2002 року дебютував у Кубку УЄФА у матчі «Шахтар»-«Торніо».
З 2005 року гравець московського «Динамо», куди його особисто запросив президент клубу Костянтин Єременко. В кінці 2005 року прийняв російське громадянство, щоб не вважатися там легіонером. У складі динамівського клубу став шестиразовим чемпіоном і п'ятиразовим володарем кубка Росії та переможцем Кубка УЄФА з футзалу 2006-07. У липні 2009 року продовжив контракт з «Динамо» ще на 4 роки.
Літом 2013 року перейшов у інший московський клуб «Діна», але не потрапив в заявку клубу на новий чемпіонат через те, що став вважатися легіонером згідно з новим законом про ліміт на легіонерів. Згодом Олексій був відправлений в оренду в «Єнакієвець», але РФС заблокував цей перехід через те, що Попов подав документи на зміну футбольного громадянства.
У березні 2014 року перейшов на правах оренди в азербайджанський «Араз», з яким встиг виграти золоті нагороди чемпіонату і бронзу в Кубку УЄФА. Керівництво «Діни» чекало, щоб вирішилося питання з футбольним громадянством і його не визнавали легіонером або ж збільшили ліміт на легіонерів. Нічого з цього не відбулося і Попов, повернувшись з оренди, став п'ятим легіонером. Тренер москвичів Андрій Юдін вирішив, що з п'яти легіонерів команду має залишити саме Попов.
У серпні 2014 року уклав контракт з «Норільським нікелем». У сезоні 2014/15 з новою командою дійшов до фіналу Кубка Росії.
2017 року отримав наукову ступінь доктора філософії з фізичної культури і спорту (кандидат наук).
25 травня 2018 року Попов офіційно оголосив про закінчення кар'єри.

## Кар'єра тренера
Після завершення ігрової кар'єри увійшов в тренерський штаб «Норільського нікеля».
26 жовтня 2020 року отримав «В»-диплом УЕФА з футзалу.

## Кар'єра у збірній
28 вересня 2000 року дебютував у складі збірної України у матчі відбіркового турніру до чемпіонату Європи проти збірної Латвії (10:1).
Разом зі збірною України з футзалу ставав срібним призером чемпіонатів Європи 2001 (0 матчів) і 2003 років, також грав на чемпіонаті світу 2004 року (4 матчі). На чемпіонаті Європи 2005 року був основним воротарем, вийшовши у стартовому складі у всіх 5 матчах, причому у матчі проти збірної Росії був визнаний найкращим гравцем зустрічі.
У 2002 у складі студентської збірної України Попов їздив на чемпіонат світу серед студентів, де він у всіх п'яти матчах виходив в основному складі і завоював бронзові нагороди.

## Особисте життя

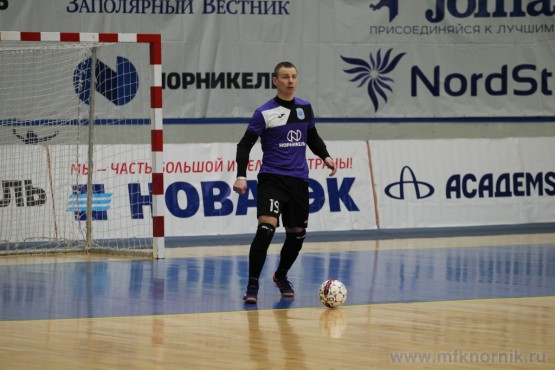
Олексій Попов у першому матчі 1/2 фіналу Кубка Росії «Норільський нікель» — «Сінара». 16 січня 2018 року

### Родина
1998 року під час відпочинку на морі познайомився з майбутньою дружиною Оленою. Одруження відбулося тоді, коли воротар виступав за донецький «Шахтар». У пари є син Максим, який народився 2009 року. 2 липня 2019 року у сім'ї Попових народився ще один син.

### Хобі
Любить подорожувати і відвідувати місця, що залишили слід в історії людства.

## Досягнення

### Гравець

#### Командні
Віннер Форд-Університет
- Вища ліга
  -  Срібний призер (1): 1998/1999
  -  Бронзовий призер (1): 1997/1998
- Кубок України
  -  Володар (1): 1998/1999

Запоріжкокс
- Вища ліга
  -  Срібний призер (1): 1999/2000
- Володар Кубку Великого Дніпра: 2000 р.

«Шахтар»
- Вища ліга
  -  Чемпіон (3): 2001/2002, 2003/2004, 2004/2005
  -  Срібний призер (1): 2002/2003
- Кубок України
  -  Володар (2): 2002/2003, 2003/2004
  -  Фіналіст (1): 2004/2005

«Динамо»
- Суперліга
  -  Чемпіон (6): 2005/2006, 2006/2007, 2007/2008, 2010/2011, 2011/2012, 2012/2013
- Кубок Росії
  -  Володар (5): 2007/2008, 2008/2009, 2009/2010, 2010/2011, 2012/2013
- Кубок УЄФА
  -  Переможець (1): 2006/2007
  -  Фіналіст (3): 2005/2006, 2011/2012, 2012/2013
  -  Бронзовий призер (1): 2007/2008
- Міжконтинентальний кубок: 
  -  Володар (1): 2013

«Араз»
- Прем'єр-ліга
  -  Чемпіон (1): 2013/2014
- Кубок УЄФА
  -  Бронзовий призер (1): 2013/2014

«Норільський нікель»
- Кубок Росії
  -  Фіналіст (1): 2014/15

Збірна України
- Чемпіонат Європи:
  -  Фіналіст (2): 2001, 2003
- Володар Кубку Пірамід: 2003[28]

Студентська збірна України
- Чемпіонат світу:
  -  Бронзовий призер (1): 2002

#### Особисті
- Найкращий воротар чемпіонату України (1):  2001/02
- Найкращий воротар світу: 2003 (10 місце)[29], 2004 (9 місце)[30]
- Найкращий дебютант чемпіонату України: 1997/1998[31]
- Увійшов до списку 18 найкращих гравців чемпіонату України (2): 1998/1999, 2000/2001
- Увійшов до списку 15 найкращих гравців чемпіонату України (3): 2001/2002, 2002/2003, 2004/2005
- Найкращий воротар Кубку Великого Дніпра: 2000[32]
- Найкращий воротар Crocus-Cup: 2010[33]
- Найкращий гравець місяця у Суперлізі: березень 2018[34]
- Найкращий гравець матчу у Суперлізі (2): 6[35] і 9 туру[36] сезону 2010/11
- Найкращий гравець матчу у Елітному раунді Кубка УЄФА (2): проти «Економаца»[37] і проти «Кайрата»[38] у сезоні 2011/12

### Старший тренер
«Норільський нікель»
- Суперліга
  -  Бронзовий призер (2): 2020/21, 2021/22
- Кубок Росії
  -  Володар (1): 2019/20

### Статистика виступів
| Сезон     | Клуб                             | Ліга         | Чемпіонат | Чемпіонат | Кубок | Кубок   | Кубок УЄФА | Кубок УЄФА | Кубок Єременка | Кубок Єременка |
| Сезон     | Клуб                             | Ліга         | Ігри      | Голи      | Ігри  | Голи    | Ігри       | Голи       | Ігри           | Голи           |
| --------- | -------------------------------- | ------------ | --------- | --------- | ----- | ------- | ---------- | ---------- | -------------- | -------------- |
| 2005—2006 | «Динамо» (Москва)                | Супер-ліга   | 12        | −28       | 1     | −2      | 2          | −2         | -              | −              |
| 2006—2007 | «Динамо» (Москва)                | Супер-ліга   | 17        | −34       | 3     | −2      | 2          | −4         | -              | −              |
| 2007—2008 | «Динамо» (Москва)                | Супер-ліга   | 24        | −40       | 5     | −9      | 1          | 0          | -              | −              |
| 2008—2009 | «Динамо» (Москва)                | Супер-ліга   | 26        | −58       | 6     | −16     | 2          | −4         | -              | −              |
| 2009—2010 | «Динамо» (Москва)                | Супер-ліга   | 10        | −22       | 7     | −17 (1) | 0          | 0          | -              | −              |
| 2010—2011 | «Динамо» (Москва)                | Супер-ліга   | 27        | −67 (1)   | 6     | −18 (1) | 0          | 0          | -              | −              |
| 2011—2012 | «Динамо» (Москва)                | Супер-ліга   | 19        | −51       | 4     | −21     | 4          | −5         | -              | −              |
| 2012—2013 | «Динамо» (Москва)                | Супер-ліга   | 8         | -14 (1)   | 3     | -?      | 4          | -7         | -              | −              |
| 2013—2014 | «Араз»                           | Прем'єр-ліга | 16        | -?        | ?     | -?      | 2          | −7         | -              | −              |
| 2014—2015 | «Норільський нікель» (Норільськ) | Супер-ліга   | 27        | -? (1)    | 7     | -?      | -          | −          | -              | −              |
| 2015—2016 | «Норільський нікель» (Норільськ) | Супер-ліга   | 17        | -?        | 1     | -?      | -          | −          | -              | −              |
| 2016—2017 | «Норільський нікель» (Норільськ) | Супер-ліга   | 22        | -?        | 0     | 0       | -          | −          | 2              | -6             |
| 2017—2018 | «Норільський нікель» (Норільськ) | Супер-ліга   | 13        | -?        | 5     | -?      | -          | −          | 2              | -6             |